# František Velecký
František Velecký (Zvolen, 8 marzo 1934 – Bratislava, 5 novembre 2003) è stato un attore slovacco.

## Biografia
Ha iniziato la sua carriera negli anni sessanta ed è principalmente noto per aver recitato in I fratelli Grimm e l'incantevole strega, suo ultimo film uscito postumo.
È morto di cancro nel 2003 a 69 anni.

## Filmografia parziale
- I fratelli Grimm e l'incantevole strega (2005) - postumo